# Sławotin
Sławotin (bułg. Славотин) – wieś w Bułgarii, w obwodzie Montana, w gminie Montana. Według danych szacunkowych Ujednoliconego Systemu Ewidencji Ludności oraz Usług Administracyjnych dla Ludności, 15 września 2023 roku miejscowość liczyła 315 mieszkańców.

## Osoby związane z miejscowością

### Urodzeni
- Emił Kołarow (1906–1986) – bułgarski pisarz
- Siłwi Kiriłow (1950) – bułgarski lekarz